# تروسینا (کونییتس)
تروسینا (کونییتس) (بوسنیایی: Trusina (Konjic)) یک منطقهٔ مسکونی در بوسنی و هرزگوین است که در کونییتس واقع شده‌است.